# Vaejovis vorhiesi
Espèce
Vaejovis vorhiesi est une espèce de scorpions de la famille des Vaejovidae.

## Distribution
Cette espèce est endémique d'Arizona aux États-Unis. Elle se rencontre dans le comté de Cochise dans les monts Huachuca.

## Description
Le mâle syntype mesure 26,0 mm et les femelles de 28,3 à 30,8 mm.

## Étymologie
Cette espèce est nommée en l'honneur de Charles Taylor Vorhies.

## Publication originale
- Stahnke, 1940 : « The Scorpions of Arizona. » Iowa State College Journal of Science, vol. 15, no 1, p. 101-103.